# 瑪嘉·莎塔碧

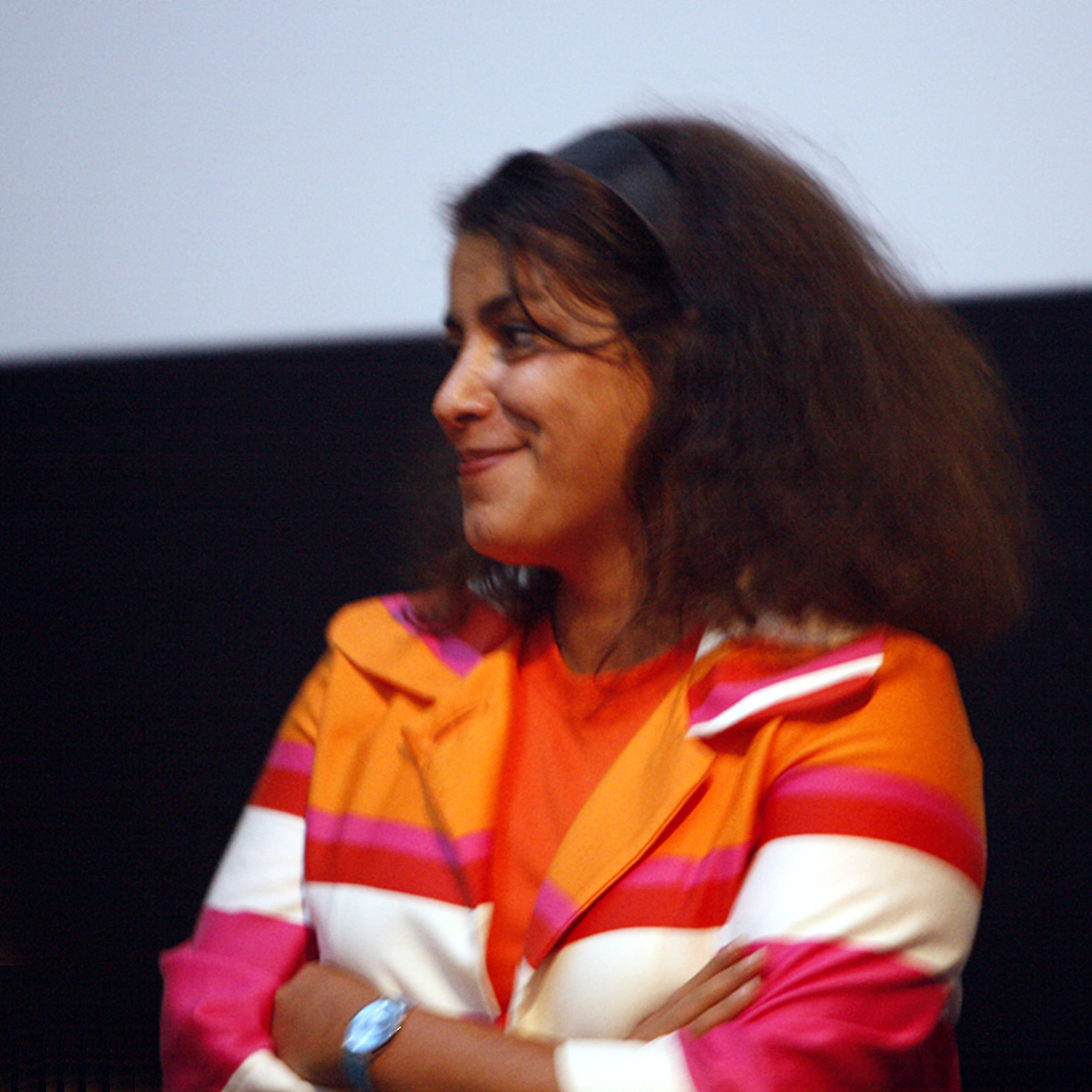
瑪嘉·莎塔碧

瑪嘉·莎塔碧（波斯语：مرجان ساتراپی，波斯語：[mæɾˈdʒɒːn(e) sɒːtɾɒːˈpiː]，Marjane Satrapi，法語：[maʁʒan satʁapi]；1969年11月22日—），也译作玛赞·莎塔琵，伊朗裔法籍图画小说家，插画家，电影导演，也是童书作家。法国连环画新浪潮（la nouvelle BD）重要代表人之一。2007年，她参与导演了以她自传意味的漫画《茉莉人生》所改编的同名动画片。

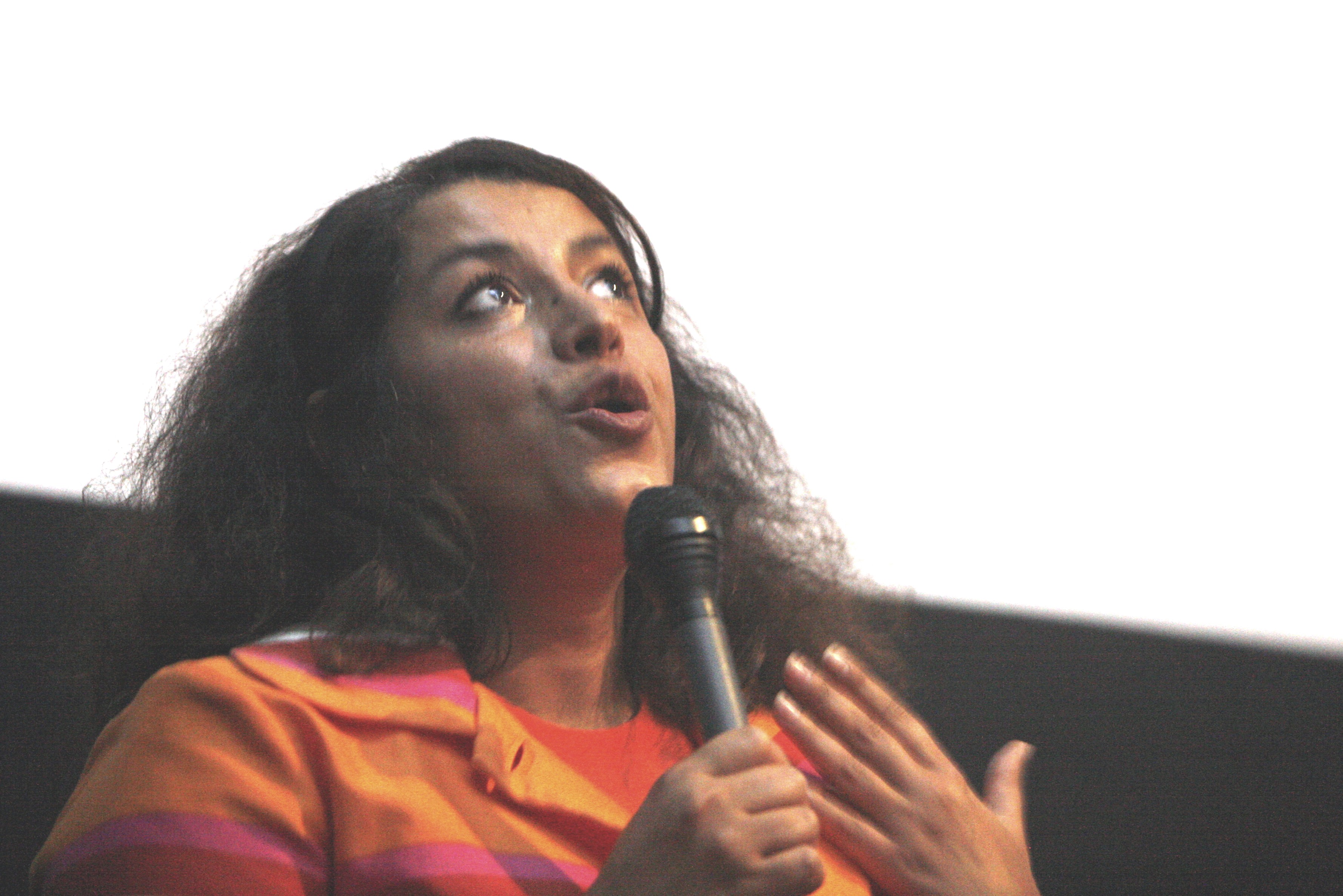
瑪嘉·莎塔碧

## 生平
莎塔琵生于伊朗拉什特，长于德黑兰一个中产阶级家庭。她的父母都来自受过良好教育的富裕城市阶层。莎塔琵的外祖父是卡扎尔王朝的王子，他在王朝灭亡后，因参加共产主义政治活动被投入监牢。她的父母都是活跃的马克思主义者，反对当时独裁执政的沙阿。1979年伊朗革命爆发时，他们目睹了伊斯兰原教旨主义者上台。
童年时期，莎塔琵始终暴露在社会各种团体越发极端的暴力中。她目睹了她的很多朋友的家庭被迫害、逮捕、甚至被谋杀。当时，她很崇拜她的表叔（其外祖父的侄子）阿努什（Anoosh），阿努什曾经是活跃的伊朗人民党政治家，后被判刑九年并流放。他也将这个小女孩视作他的亲生女儿。但悲剧的是，阿努什不久后再次被捕，并在这一次的监禁中被处决，他的遗体被埋在监狱的无名坟墓中。在处决前，犯人被允许见一个人，于是阿努什要求见了莎塔琵最后一面。
14岁时，她父母为了让莎塔琵能够脱离伊朗的环境，将她送到奥地利维也纳继续学业，后又回到伊朗继续上大学。大学期间，莎塔碧曾经历了一场短暂的婚姻，一年后离婚。 她在德黑兰Azad大学获得视觉交流的硕士学位。此后，她移居法国斯特拉斯堡，成为一名插图画家和儿童书籍作家。现定居巴黎。
近年她慢慢在電影界活躍，除了上述的《我在伊朗长大》《梅子鸡之味》外，她開始拍攝純原創、不經其繪本改編的電影：La bande des Jotas（Gang Of The Jotas），一個由羽毛球開始的犯罪喜劇片，由她本人和她丈夫Mattias Ripa主演。

## 作品
出版图书
- Persepolis(茉莉人生)  出版社: 合作出版社（ L'Association,），巴黎
  - 第一部, 2000 (ISBN 2-84414-058-0)
  - 第二部, 2001 (ISBN 2-84414-079-3)
  - 第三部, 2002 (ISBN 2-84414-104-8)
  - 第四部, 2003 (ISBN 2-84414-137-4)
- 茉莉人生全集, 2007 (ISBN 978-2-84414-240-5)

- 波斯人的智慧与恶意(Sagesse et malices de la Perse)

合作人Lila Ibrahim-Ouali 和 Bahman Namwar-Motalg,
出版社: Albin Michel,巴黎, 2001
- 怪物们不会喜欢月亮 (Les Monstres n'aiment pas la lune)

出版社: Nathan, 巴黎, 2001
- Ulysse au pays des fous 尤里斯在疯子国

合作者Jean-Pierre Duffour,
出版社: Nathan, Paris, 2001
- Ajdar,

出版社: Nathan, Paris, 2002
- 欲望德克蘭(Broderies)

出版社: L'Association, Paris, 2003 (ISBN 2-84414-095-5)
- 寂寞，在生命最後八天(Poulet aux prunes)

出版社: L'Association, Paris, 2004 (ISBN 2-84414-159-5)
- Le Soupir,

出版社: Bréal Jeunesse, Rosny-sous-Bois, 2004
电影作品
- 2007 : Persepolis 茉莉人生 (协作导演Vincent Paronnaud)
- 2011 : Poulet aux prunes 梅子鸡之味(协作导演 Vincent Paronnaud)
- 2013 : La Bande des Jotas
- 2014 : The Voices  那个声音
- 2020：Radioactive 居禮夫人：一代科研傳奇